# 牛淵川
牛淵川（うしぶちがわ、英語: Ushibuchi River）は、静岡県を流れる河川。一級河川に指定されている。牛渕川と表記される場合もある。

## 概要
静岡県を流れる一級河川である。一級水系である菊川水系に属しており、菊川の左支川にあたる。国が直接管理している直轄河川であるが、静岡県が管理している区域もある。

## 流路
牧ノ原台地にその源を発しており、東谷川への合流地点を起点とする。具体的には、静岡県菊川市と牧之原市の市境に程近い東名高速道路相良牧之原インターチェンジの西側付近が水源となる。菊川市牛渕を経て、菊川市神尾を流れ、平地に出る。菊川市立横地小学校付近で次第に西から南に流れを変え、菊川にほぼ並行して流れる。静岡県掛川市に入り、掛川市国安で菊川の2.4キロメートル地点に合流する。
この菊川への合流地点を終点としており、牛淵川の総延長は1万5280メートルに達する。そのうち、静岡県菊川市牛渕の勘十井堰から下流部は国が直接管理する区域となっており、その延長は約1万3200メートルとなっている。一方、勘十井堰から上流部については静岡県が管理する区域となっており、その延長は約2.1キロメートルとされている。

## 地形
牧ノ原台地の西にあたる丘陵に沿って南に流下し、平野に出ると緩やかに蛇行し、左支川である黒沢川、丹野川、江川、小笠高橋川と合流しながら流下する。上流部は谷底平野を流れており、掘り込み形状を形成している。

## 自然
2003年度（平成15年度）の中部整備局の水質調査によると、生物化学的酸素要求量が3.0mg/lとなり全国ワースト5位であった。

## 流域の自治体
- 静岡県
  - 菊川市[4]
  - 掛川市[3]

## 主な支流
- 黒沢川[2]
- 丹野川[2]
- 江川[2]
- 小笠高橋川[2]

### 註釈
1. ↑  静岡県菊川市の大字としての表記は「牛淵」ではなく「牛渕」[5]である。